# Hendrik Goudt

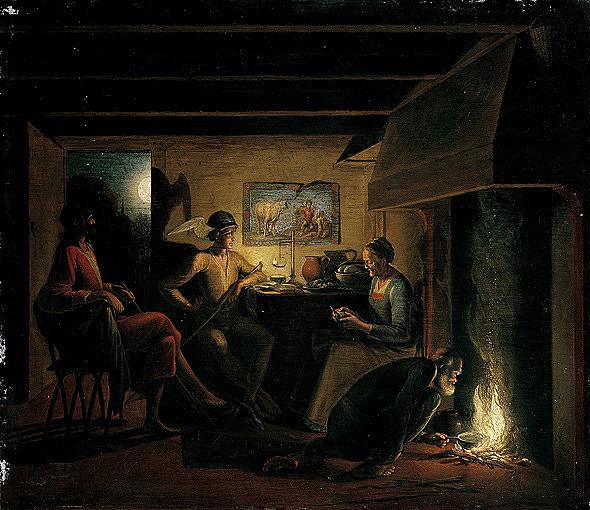
Jupiter et Mercure dans la maison de Philémon et Baucis, Hendrick Goudt d'après Adam Elsheimer

Hendrik Goudt ou Hendrick Goudt (vers 1583, Utrecht - 1648, Utrecht) est un peintre et graveur néerlandais du siècle d'or. Il est connu pour ses peintures de scènes historiques, de scènes religieuses, de scènes de genre, de portraits, de paysages et de paysages italianisants.

## Biographie
Hendrik Goudt est né vers 1583 à Utrecht aux Pays-Bas. 
Il entreprend un voyage en Italie et séjourne à Rome entre 1608 et 1610. Il se lie d'amitié sur place avec le peintre Adam Elsheimer qui aura une très forte influence sur son travail. Il retourne à Utrecht et y demeure jusqu'à la fin de ses jours. Il effectue de nombreuses gravures des œuvres d'Adam Elsheimer ainsi que des copies de peintures du même artiste. Ses représentations de scènes nocturnes auront une influence sur la peinture de Rembrandt et son style clair-obscur.
Il meurt le 16 décembre 1648 à Utrecht.

## Œuvres
- Jupiter et Mercure dans la maison de Philémon et Baucis[3], National Gallery of Art, Washington
- Tobias et l'ange[4], National Gallery of Art, Washington
- Aurore[5], British Museum, Londres
- La dérision de Cérès[6], The Institute of Art of Chicago, Chicago
- La décapitation de Saint Jean-Baptiste[7], The Metropolitan Museum of Art, New York
- La fuite en Égypte[7], The Metropolitan Museum of Art,  New York